# North Stormont
North Stormont est un canton de l'est de l'Ontario, au Canada, précisément situé dans les comtés unis de Stormont, Dundas et Glengarry.

## Localités
Le canton de North Stormont comprend un certain nombre de villages et de hameaux, dont les communautés suivantes :
- Canton de Finch: Berwick, Crysler, Finch; Cahore, Goldfield, Glenpayne
- Canton de Roxborough: Avonmore, Monkland, Moose Creek, Roxborough Gardens, Bloomington, Dyer, Gravel Hill, Lodi, MacDonalds Grove, McMillans Corners (partiellement), Sandringham, Strathmore, Tayside, Tolmies Corners, Warina, Valley Corners

Les bureaux administratifs du canton sont situés à Berwick.

## Galerie

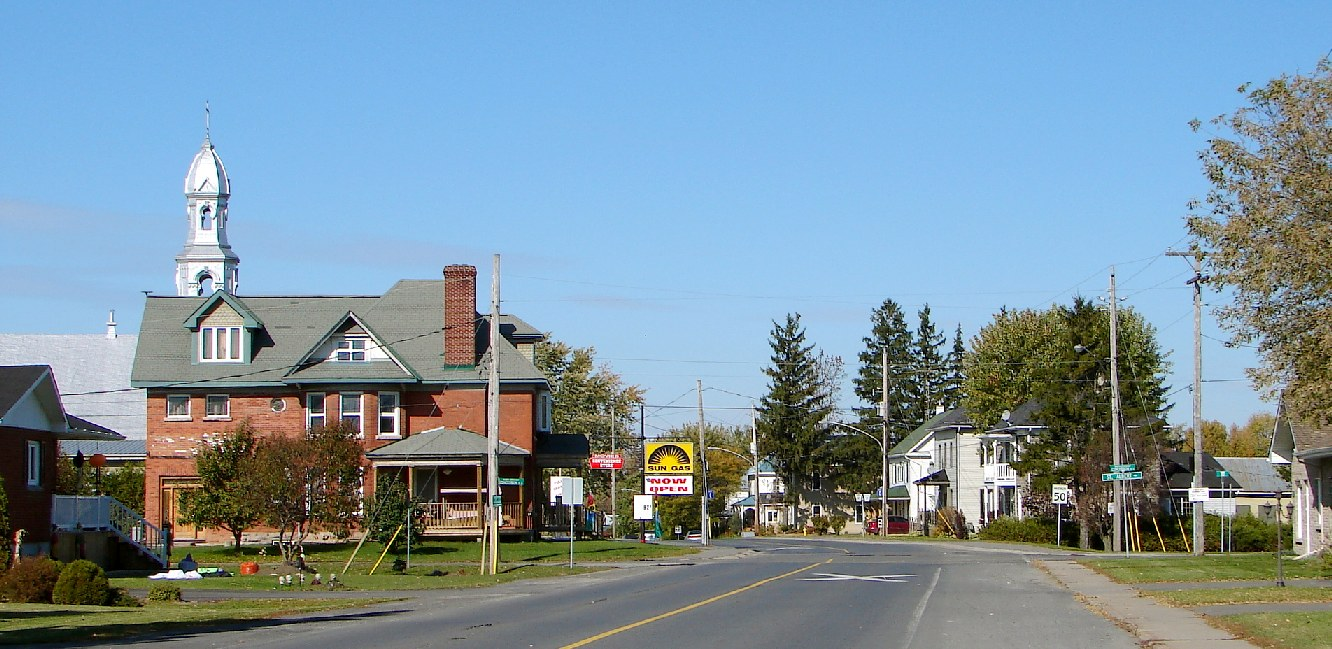
Crysler.
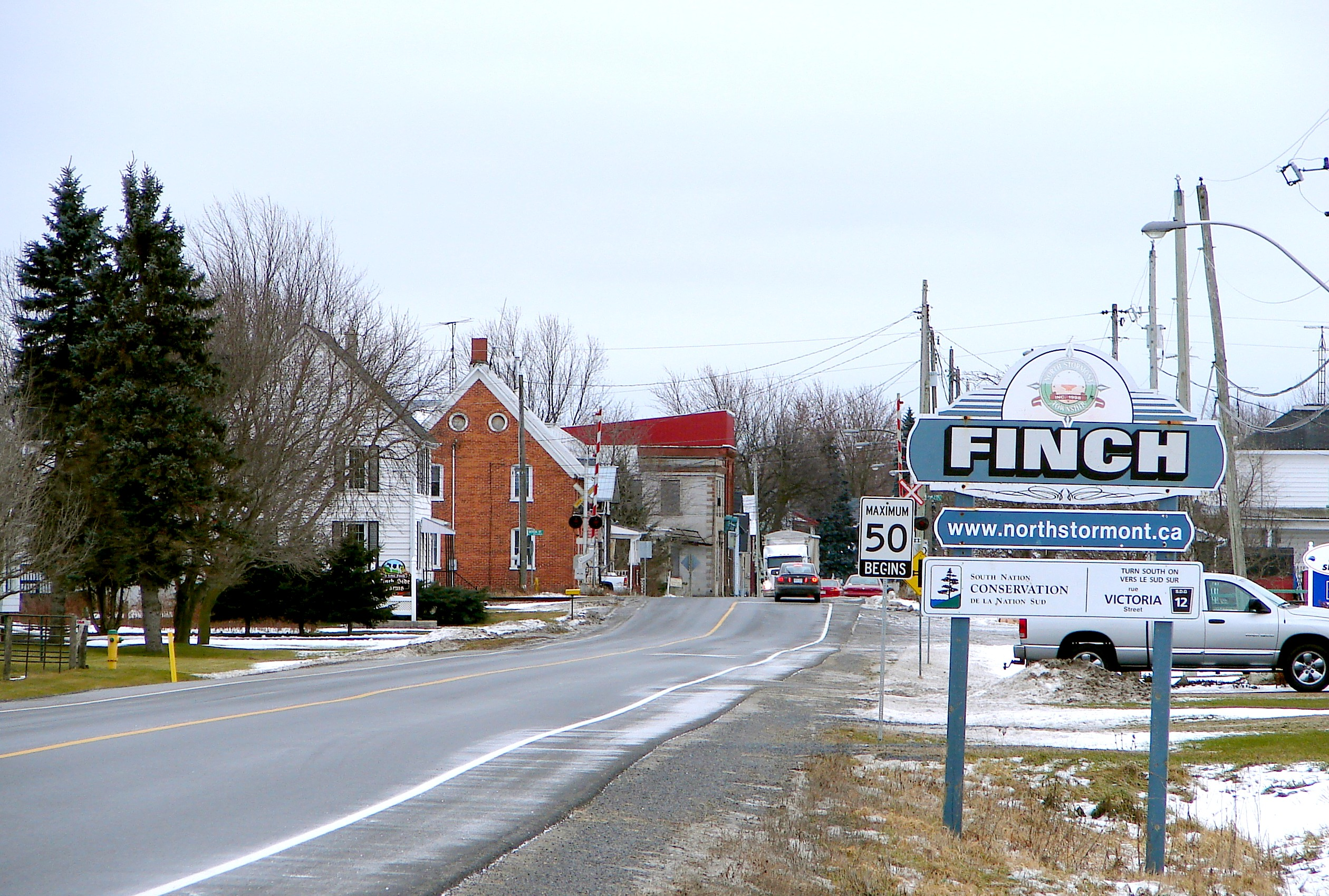
Finch.
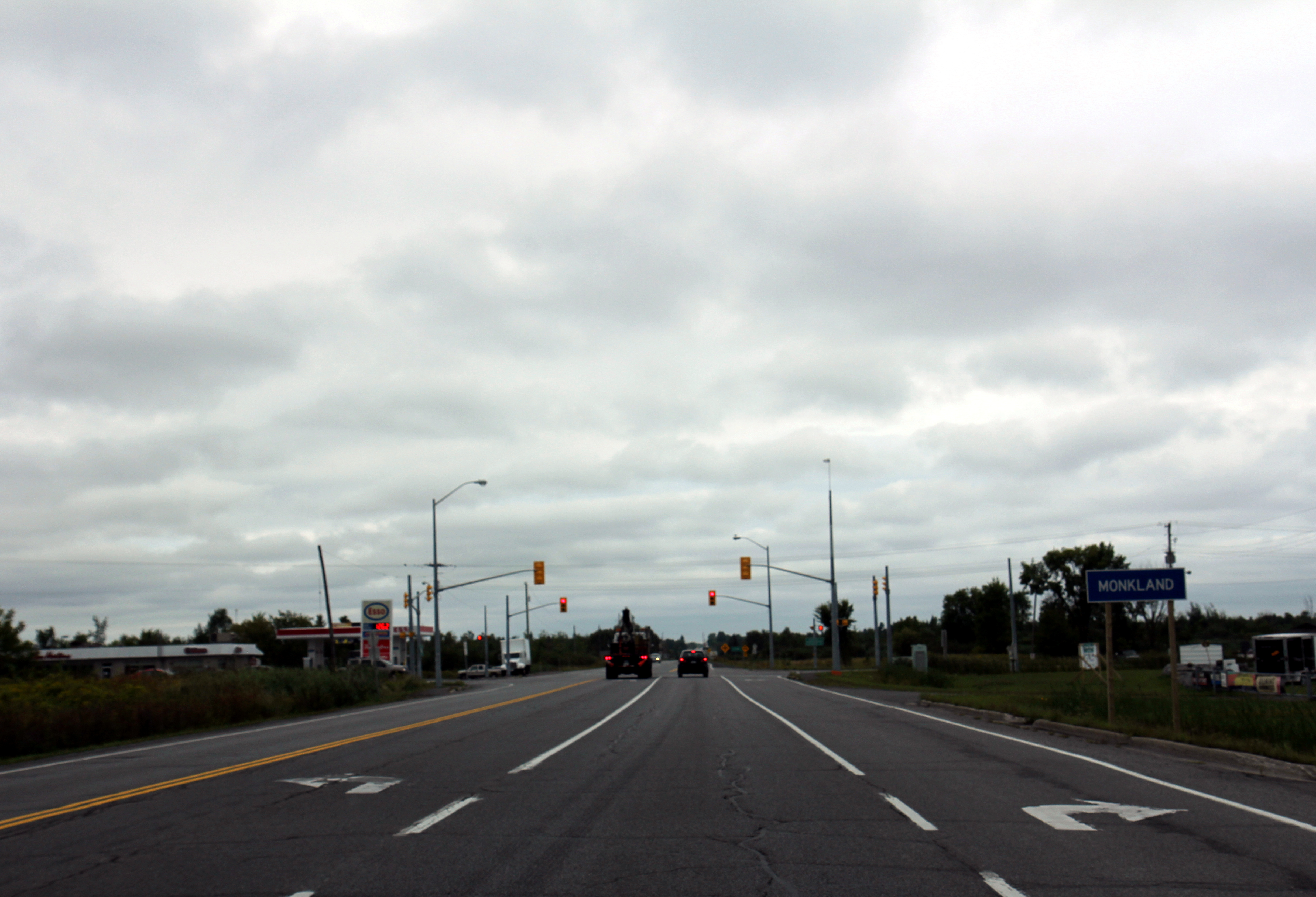
Monkland.
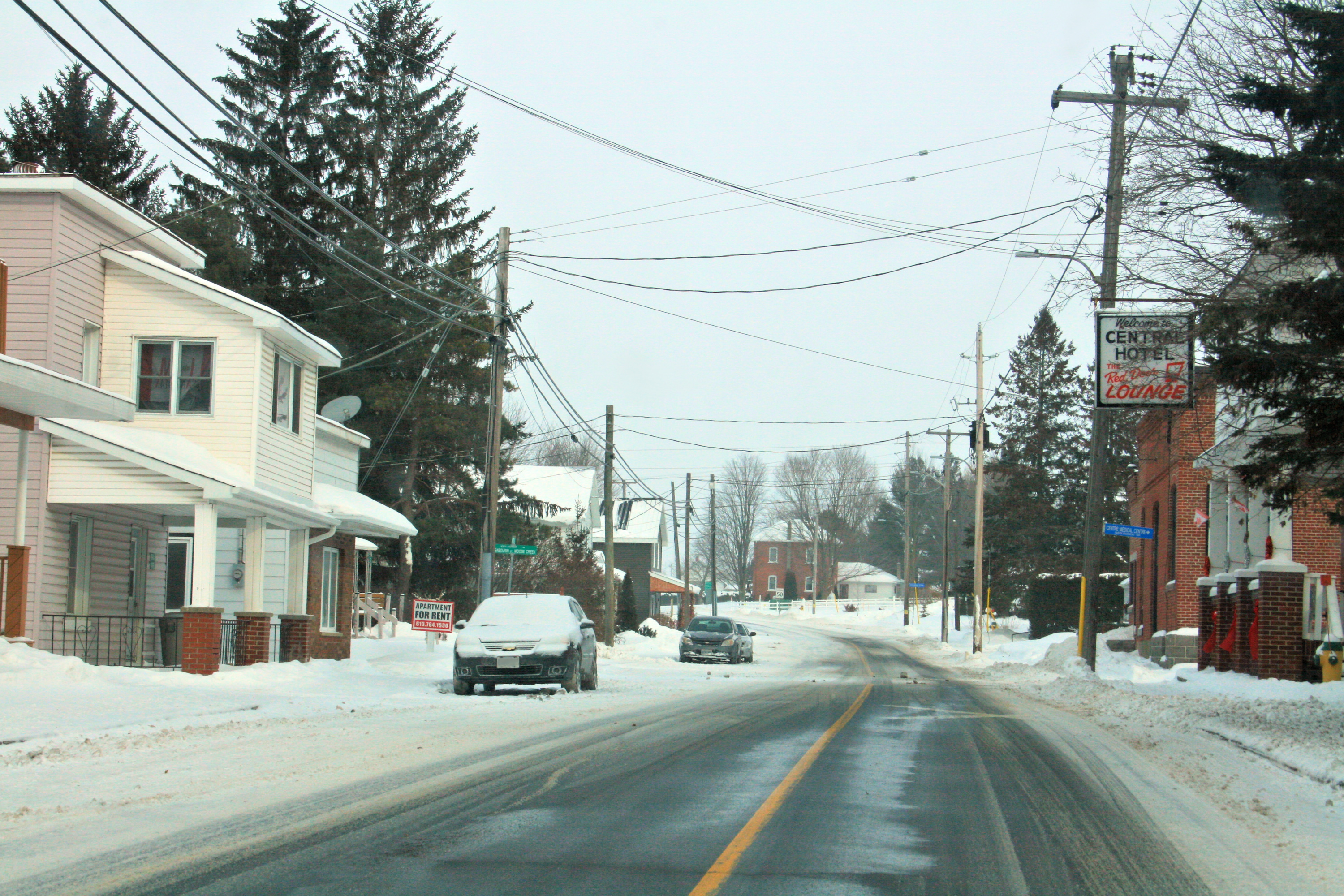
Moose Creek.
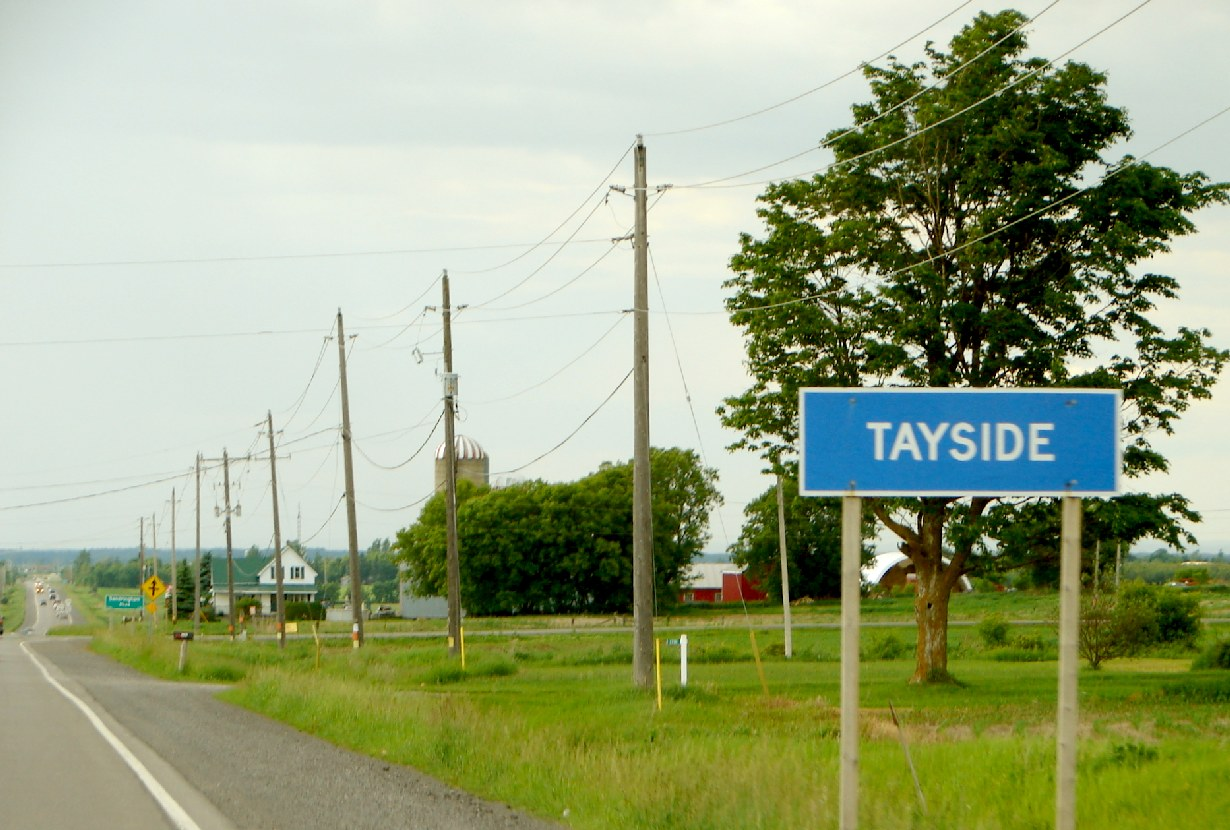
Tayside.
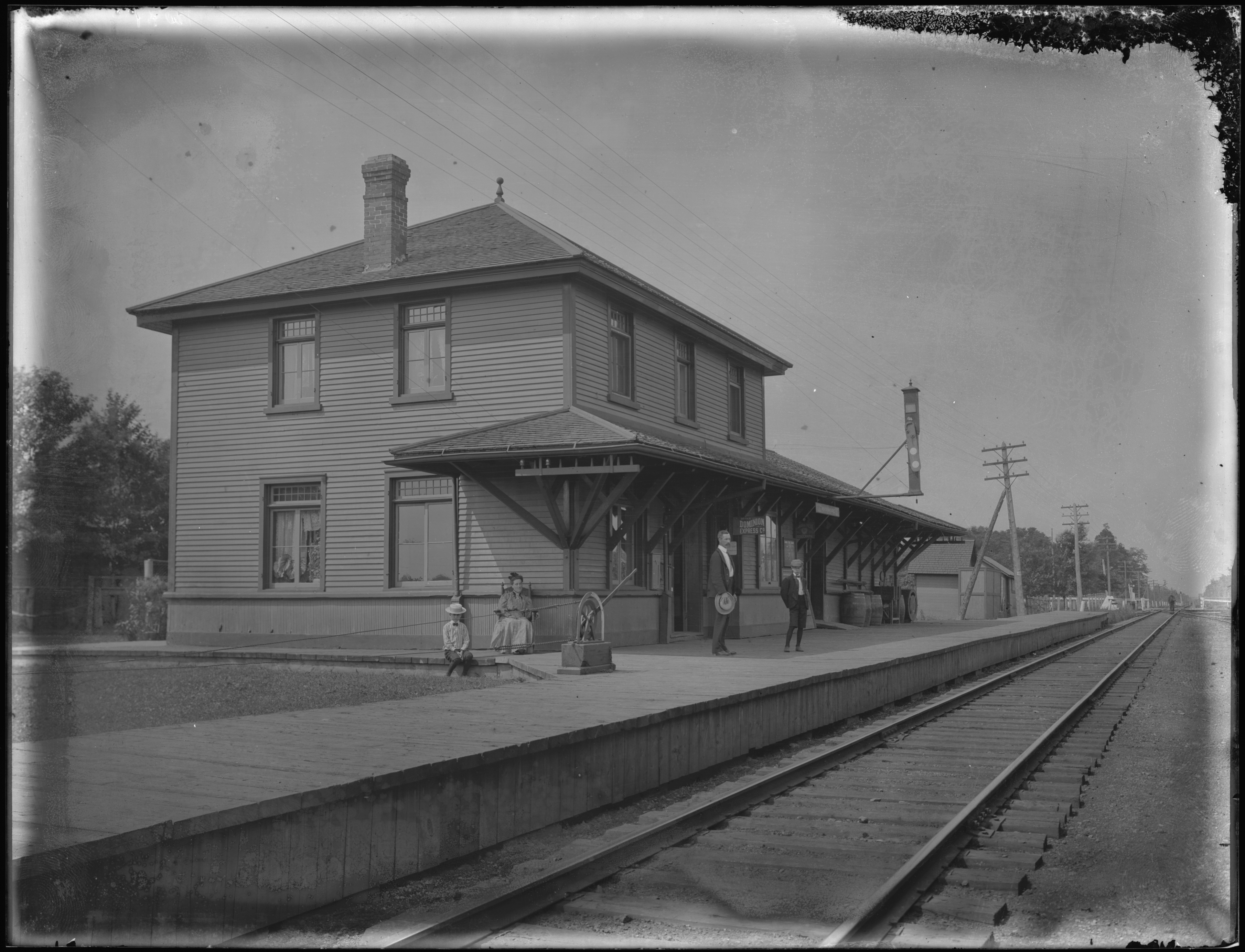
Gare ferroviaire du Canadien Pacifique, Avonmore (entre 1895 et 1910).